# Sandmyggor
Sandmyggor (Phlebotominae) är en underfamilj i familjen fjärilsmyggor. Ibland listas de som självständig familj med det vetenskapliga namnet Phlebotomidae.
Arterna är parasiter som livnär sig av blod från andra djur. De öppnar huden med sina breda munverktyg och suger blandningen av blod och lymfvätska. Det vetenskapliga namnet kommer från de grekiska orden phlebos för "ven/blodkärl" och tomē för "snitt".
Sandmyggor kan vara smittbärare för olika sjukdomar som sandmyggefeber.

## Utbredning
Sandmyggor förekommer över stora delar av världen i regioner där genomsnittstemperaturen inte sjunker under 10 °C. De lever främst i tropikerna och subtropikerna av Europa (främst vid Medelhavet), Asien och Amerika. Vissa släkten hittas även i den palearktiska regionen men inte i Norden. På grund av klimatförändringar antas att utbredningsområdet ökar till Centraleuropas norra delar.

## Livscykel
I motsats till honor av stickmyggor (Culicidae) behöver honor av sandmyggor inget blod före äggläggningen. Däremot antas att blodsugningen ökar hastigheten av äggläggningsprocessen. Dessutom livnär sig honor av vätskor från växter och hannar lever uteslutande av vegetabiliska vätskor.
Äggen lämnas på fuktiga platser som soptippar, ladugårdar eller jordhålor. Efter att äggen kläcks genomgår larverna fyra utvecklingsstadier. De livnär sig under tiden av förmultnade växtdelar. Sedan sker metamorfosen till den färdiga sandmyggan i en puppa. Honorna lever upp till 40 dagar och lägger upp till 100 ägg per tillfälle.